# Mixogaster conopoides
Mixogaster conopoides là một loài ruồi trong họ Ruồi giả ong (Syrphidae). Loài này được Kertész mô tả khoa học đầu tiên năm 1910. Mixogaster conopoides phân bố ở vùng Tân Nhiệt đới